# Prêmio Marcel Grossmann
Prêmio Marcel Grossmann (em alemão:  Marcel Grossmann Award) é um prêmio para pesquisa em gravitação e astrofísica do International Center for Relativistic Astrophysics, concedido durante o Marcel Grossmann Meeting, que ocorre regularmente em frequência trianual. É denominado em memória de Marcel Grossmann, e concedido desde 1985.

## Recipientes
- 1985 (4.º Marcel Grossmann Meeting, Roma) William Martin Fairbank, Abdus Salam e o Observatório do Vaticano
- 1989 (5.º Marcel Grossmann Meeting, Perth) Satio Hayakawa, John Archibald Wheeler e a Universidade da Austrália Ocidental
- 1992 (6.º Marcel Grossmann Meeting, Quioto) Minoru Oda, Stephen Hawking e o Research Institute for Theoretical Physics in Kyoto
- 1994 (7.º Marcel Grossmann Meeting, Stanford) Subrahmanyan Chandrasekhar, James Ricker Wilson e o Telescópio Espacial Hubble
- 1997 (8.º Marcel Grossmann Meeting, Jerusalém) Tullio Regge, Francis Everitt e Universidade Hebraica de Jerusalém
- 2000 (9.º Marcel Grossmann Meeting, Roma) Riccardo Giacconi, Roger Penrose, Cécile DeWitt-Morette e Bryce DeWitt, e também o Instituto Solvay
- 2003 (10.º Marcel Grossmann Meeting, Rio de Janeiro) Yvonne Choquet-Bruhat, James York, Yuval Ne'eman e o Centro Brasileiro de Pesquisas Físicas (CBPF)
- 2006 (11.º Marcel Grossmann Meeting, Berlim) Roy Kerr, George Coyne, Joachim Trümper e a Universidade Livre de Berlim
- 2009 (12.º Marcel Grossmann Meeting, Paris) Jaan Einasto, Christine Jones Forman, Michael Kramer e o Institut des Hautes Études Scientifiques (IHES)
- 2012 (13.º Marcel Grossmann Meeting, Estocolmo) William David Arnett, Vladimir Belinski, Isaak Markovich Khalatnikov, Filippo Frontera e o AlbaNova University Center in Stockholm
- 2015 (14.º Marcel Grossmann Meeting, Roma) Ken’ichi Nomoto, Martin Rees, Yakov Sinai, Sachiko Tsuruta e a Agência Espacial Europeia (ESA)[1]
- 2018 (15.º Marcel Grossmann Meeting, Roma) Lyman Page, Rashid Sunyaev, Shing-Tung Yau e Planck Scientific Collaboration e Hansen Experimental Physics Laboratory